# ایمی مکدونالد (بازیکن فوتبال)
امی مک دونالد (انگلیسی: Amy McDonald؛ زادهٔ ۱۷ اکتبر ۱۹۸۵) بازیکن فوتبال اهل بریتانیا است.
وی همچنین در تیم‌های ملی فوتبال Scotland women's national under-19 football team و زنان اسکاتلند بازی کرده‌است.